# Anschlag auf die Multinationalen Streitkräfte im Libanon am 23. Oktober 1983

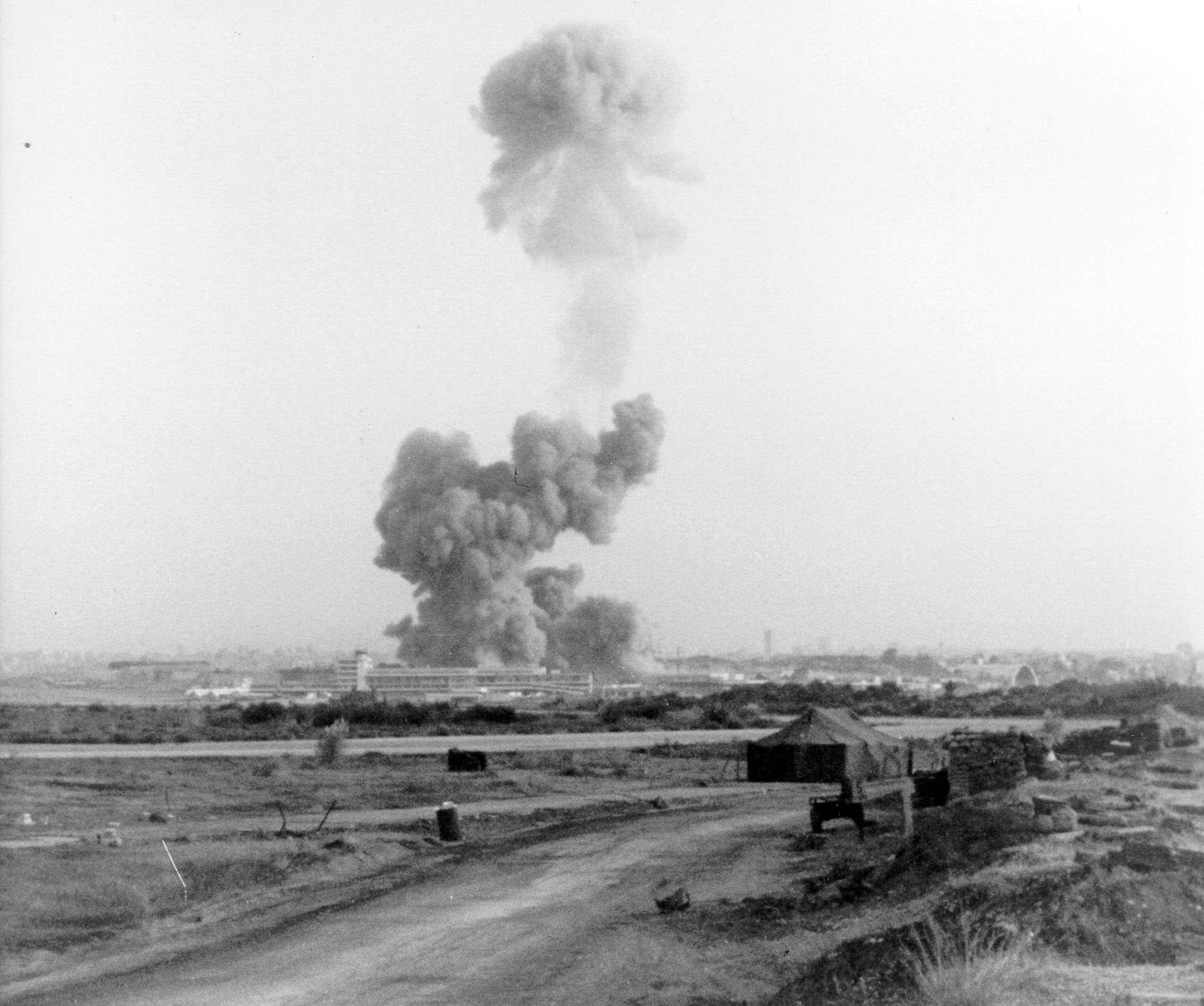
Explosionswolke nach dem Anschlag

Der Anschlag auf die Multinationalen Streitkräfte im Libanon am 23. Oktober 1983 ereignete sich während des Libanesischen Bürgerkrieges. Zwei Sprengstoffexplosionen zerstörten Gebäude in der libanesischen Hauptstadt Beirut, in denen Soldaten des US Marine Corps und französische Fallschirmjäger der Multinationalen Streitkräfte im Libanon (Multinational Force in Lebanon; MNF) untergebracht waren. FBI-Gutachter schrieben später, die auf dem US-Stützpunkt gezündete Bombe habe mindestens 6000 Kilogramm Sprengstoff enthalten und sei die „gewaltigste nicht-atomare Explosion […] seit dem Zweiten Weltkrieg“ gewesen.   Durch die beiden Explosionen starben 299 (241 US-amerikanische und 58 französische) Soldaten und 6 Zivilisten. Aufgrund einer Zivilklage von Hinterbliebenen vor dem United States District Court for the District of Columbia wurde die Islamische Republik Iran zur Zahlung von Schadensersatz in Milliardenhöhe verurteilt. 
Das Gericht hielt es für erwiesen, dass der Anschlag auf Anweisung und mit Unterstützung staatlicher iranischer Stellen durchgeführt wurde. Nach dem Anschlag zogen die Truppen der MNF aus dem Libanon ab.

## Vorgeschichte
Seit August 1982 befanden sich Truppen der MNF, die sich aus diversen Kontingenten der USA, Frankreichs, Italiens und des Vereinigten Königreichs zusammensetzten, im Libanon. Sie waren ursprünglich entsandt worden, um den Abzug der Kräfte der PLO aus West-Beirut zu überwachen und die libanesische Armee dabei zu unterstützen, die Kontrolle über die Region Beirut wiederzuerlangen.
Am 18. April 1983 attackierte ein Selbstmordattentäter mit einer Autobombe die US-amerikanische Botschaft in Beirut; die Bombe tötete 63 Menschen. Zu der Tat bekannte sich in einer Telefonbotschaft die Islamic Jihad Organisation. Sie behauptete, der Anschlag sei Teil eines „weltweiten Kampfs der iranischen Revolution gegen imperialistische Ziele“ und kündigte an, weiter gegen die internationalen Truppen vorzugehen.

## Ablauf der Anschläge

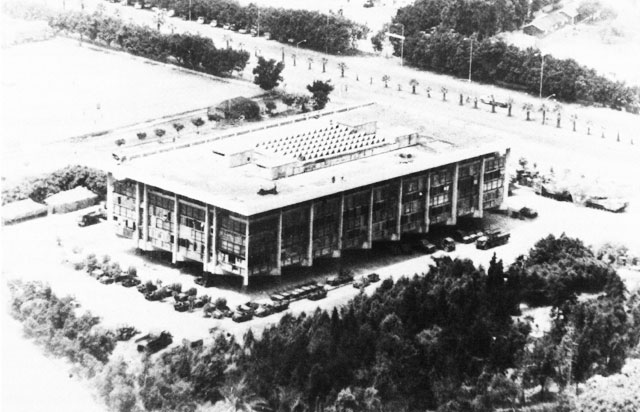
Gebäude der US-Marines

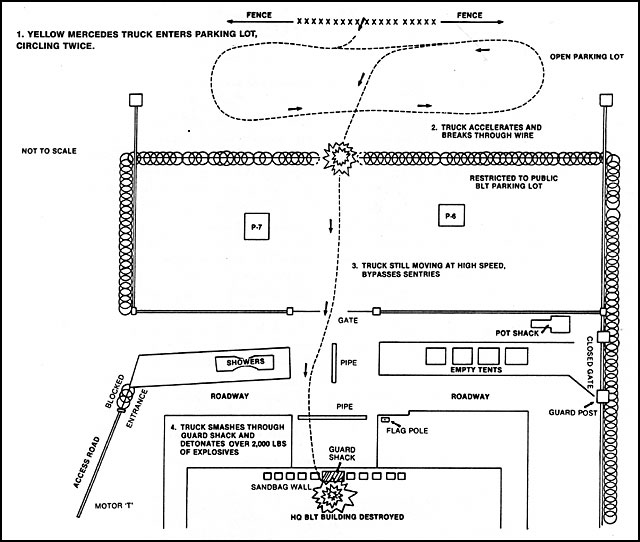
Ablauf des Anschlags

### Explosion auf dem US-Stützpunkt
Am 23. Oktober 1983 gegen 06:20 Uhr fuhr ein gelber Mercedes-Benz-Lieferwagen zum Flughafen Beirut, wo sich das Hauptquartier des 1. Bataillons des 8. Marineinfanterieregiments der 2. US-Marineinfanteriedivision befand. Der Lieferwagen nahm eine Zufahrtsstraße zum eingezäunten Gelände der US-Marines und wendete auf einem Parkplatz. Dann beschleunigte der Fahrer und rammte den Stacheldrahtzaun, der den Parkplatz umschloss, brach zwischen zwei Wachposten durch ein Tor und raste in die Eingangshalle des Hauptquartiers. Die Wachposten trugen ihre Waffen zum Zeitpunkt des Angriffs gemäß den Rules of Engagement zwar geladen, aber gesichert über der Schulter und konnten daher nicht schnell genug reagieren.
Der Selbstmordattentäter zündete die Ladung mit der Sprengkraft von ca. 5.400 kg TNT. Die Wucht der Explosion ließ das vierstöckige Schlackenbetongebäude in sich zusammenbrechen und begrub dabei viele Soldaten unter sich.

### Zerstörung des französischenPoste Drakkar
Etwa sechs Minuten später ereignete sich ein weiterer Sprengstoffanschlag auf ein mehrere Kilometer entferntes achtstöckiges ehemaliges Hotelgebäude, das von den französischen Truppen nach ihrem Eintreffen in Beirut den Namen Poste Drakkar (nach der französischen Bezeichnung für ein Wikingerlangschiff) erhalten hatte. Dort waren Soldaten des 1. und 9. Fallschirmjägerregiments der 11. Fallschirmbrigade untergebracht. Die Explosion brachte auch dieses Gebäude vollständig zum Einsturz. 
In der französischen Öffentlichkeit wurden Zweifel an der offiziellen Darstellung geäußert, dass auch der Poste Drakkar von einem Selbstmordattentäter mit einer Autobombe angegriffen wurde. Vor dem Hintergrund, dass sie unmittelbar vor der Explosion weder ein herannahendes Fahrzeug noch Schüsse wahrgenommen hatten, vermuteten mehrere überlebende Augenzeugen vielmehr, dass das Gebäude durch eine im Inneren deponierte Sprengladung zum Einsturz gebracht wurde. 
Der syrische Geheimdienst wurde verdächtigt, das Gebäude, das nur wenige hundert Meter vom damaligen Standort der iranischen Botschaft entfernt lag, vermint zu haben.
Das französische Verteidigungsministerium verlautbarte, das Gebäude und die Kanalisation seien vor dem Einzug der französischen Soldaten auf Sprengstoff untersucht worden. Die für eine derartige Explosion erforderliche Menge an Sprengstoff habe nicht versteckt angebracht werden können.

## Direkte Auswirkungen
Bergungs- und Aufräumarbeiten dauerten mehrere Tage. Dabei waren die Rettungskräfte durch Störfeuer von Heckenschützen bedroht. Einige aus den Trümmern geborgene Überlebende wurden in Krankenhäuser auf Zypern (Basis Akrotiri der Royal Air Force) oder in US-Krankenhäuser oder deutsche Krankenhäuser in der Bundesrepublik Deutschland ausgeflogen.
Bei den Anschlägen wurden 241 US-Soldaten getötet, davon 220 US-Marines, 18 Matrosen der US Navy und 3 Angehörige des Heeres. Beim Anschlag auf die französischen Streitkräfte starben 58 Fallschirmjäger, 15 überlebten verletzt. Zudem starben ein älterer libanesischer Wächter des Gebäudes der US-Marines sowie die Frau und die vier Kinder eines libanesischen Hausmeisters des französischen Gebäudes. Die US-Streitkräfte hatten seit dem ersten Tag der Tet-Offensive 1968 mit 243 Toten keine derart hohen Verluste an einem Tag erlitten; für das US Marine Corps war der 23. Oktober 1983 der schwärzeste Tag seit Iwojima im Zweiten Weltkrieg (1945). Dort waren an einem Tag 2.500 Marines gefallen. Die französische Armee hatte seit dem Algerienkrieg nicht mehr soviel Soldaten an einem einzigen Tag verloren.

## Reaktionen
US-Präsident Ronald Reagan nannte den Anschlag eine „verabscheuungswürdige Tat“ (despicable act) und versprach die militärische Präsenz im Libanon aufrechtzuerhalten. US-Verteidigungsminister Caspar Weinberger sagte, dass es keine Änderung der US-Strategie für den Libanon geben werde. Am 24. Oktober 1983 besuchte der französische Präsident François Mitterrand den französischen Ort des Anschlags. Es war kein offizieller Besuch und er blieb auch nur ein paar Stunden. Zwei Tage später, am 26. Oktober, besuchte der US-Vizepräsident George H. W. Bush den Ort, an dem das Gebäude der Marines gestanden hatte, und sagte, dass „sich die Vereinigten Staaten nicht von Terroristen einschüchtern lassen würden“ (would not be cowed by terrorists).
Was eine direkte militärische Antwort betraf, blieb die US-Regierung zunächst unentschlossen. Versuche, Israel für eine Offensive gegen Syrien als vermuteten Drahtzieher des Anschlags zu gewinnen, scheiterten. Schließlich wurde die US-Marinepräsenz vor der libanesischen Küste bis Mitte November zu einer Flugzeugträgerkampfgruppe verstärkt. Von See gestartete Kampfflugzeuge flogen im November und Dezember Aufklärungsmissionen im Bekaa-Tal und wurden von der dort stationierten und durch sowjetische Berater verstärkten syrischen Luftabwehr beschossen. Allerdings erfolgte dies meist mit Rohrwaffen. Bis zu diesem Zeitpunkt richtete keine der Bemühungen der syrischen Truppen Schäden an einem US-Flugzeug an.
Als Antwort auf die Anschläge führten die Franzosen einen Luftschlag auf die Bekaa-Ebene gegen Positionen der Iranischen Revolutionsgarde aus. US-Präsident Reagan plante mit seinem Nationalen Sicherheitsrat einen Angriff auf die Scheich-Abdullah-Kaserne in Baalbek im Libanon, von der vermutet wurde, dass die Iranische Revolutionsgarde hier Hisbollah-Kämpfer ausbilden würde. Diese Operation war für den 14. November terminiert, wurde jedoch wieder abgesagt. Die Gründe dafür blieben.
Am 3. Dezember wurden in der Bekaa-Ebene nach Rohrwaffenbeschuss zehn Luftabwehrraketen gegen ein US-Flugzeug auf Aufklärungsmission gestartet. Der Nationale Sicherheitsrat der USA beschloss für den 5. Dezember einen Luftangriff auf die syrischen Stellungen. Wegen wechselnder Befehlslage flog das dafür vorgesehene Geschwader mehrere Warterunden über der See. Als die Flugzeuge erneut Kurs nahmen, waren die syrisch-sowjetischen Truppen auf den Anflug vorbereitet und schossen zwei Flugzeuge ab. Ein Pilot kam dabei ums Leben. Sein Navigator wurde von den Syrern gefangen genommen und Anfang 1984 nach persönlichen Verhandlungen von Jesse Jackson mit der syrischen Regierung freigelassen.
Die Truppen des US Marine Corps wurden auf See stationiert, wo sie nicht angegriffen werden konnten. Am 7. Februar 1984 befahl US-Präsident Reagan den Abzug der US-Marines aus dem Libanon, welcher bis zum 26. Februar abgeschlossen war. Der Rest der multinationalen Streitkräfte wurde bis zum April abgezogen.
US-Präsident Reagan beauftragte den pensionierten Admiral Robert L. J. Long mit der Untersuchung des Anschlags. Dieser stellte in seinem Bericht einerseits fest, dass gravierende Sicherheitsmängel vorgelegen hatten – der Zugang zum Gebäude war durch einfachen Stacheldraht versperrt gewesen, andererseits war die Mehrheit der US-Offiziere der Auffassung, dass ein direkter Zusammenhang zwischen dem Beschuss der muslimischen Seite im Bürgerkrieg durch die amerikanische Marine und dem Anschlag bestand.

## Beurteilung
Oberst Timothy J. Geraghty, Kommandeur der US-Marines in Beirut, sagte später zum Anschlag: „Es ist zu erwähnen, dass die USA die libanesische Armee mit direkter militärischer Hilfe unterstützte – was ich eine Woche lang heftig kritisierte – das Dorf Suq-al-Garb wurde am 19. September beschossen. Die Franzosen führten einen Luftschlag am 23. September gegen das Bekaa-Tal durch. Die US-Unterstützung zerstörte jeden Glauben an unsere Neutralität und ich sagte meinem Stab, dass wir mit Blut für diese Entscheidung zahlen müssen.“
Colin Powell, der damals für den US-Verteidigungsminister Caspar Weinberger arbeitete, schrieb in seiner 2003 erschienenen Autobiografie: „nachdem die USA die Schiiten beschossen hatten, hatten diese den Eindruck, der Schiedsrichter USA hätte sich auf eine Seite geschlagen.“

## Täterschaft

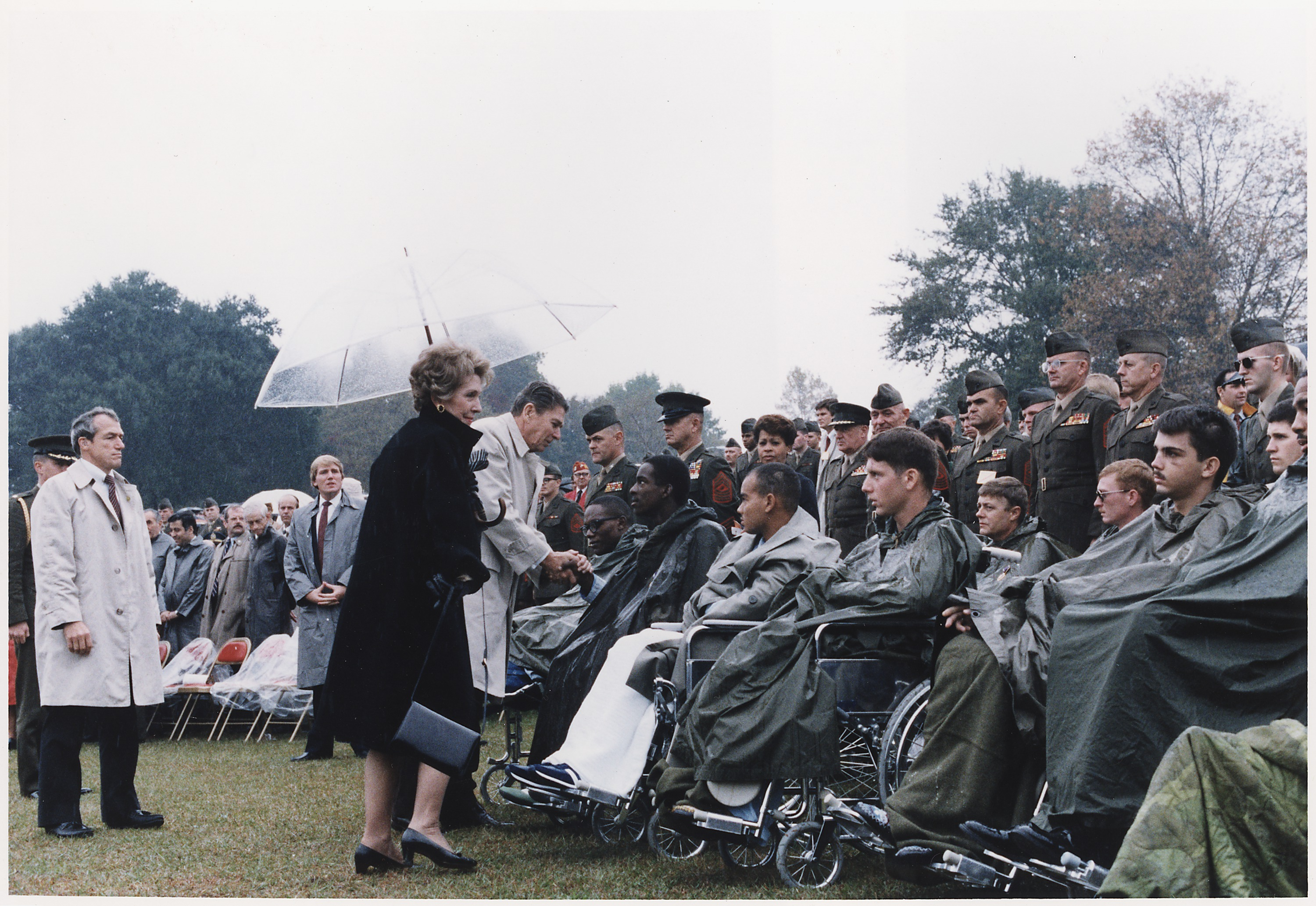
US-Präsident Ronald Reagan und Ehefrau Nancy begrüßen im Libanon und auf Grenada verwundete US-Soldaten, 4. November 1983

Am Tag des Anschlags bekannte sich eine bis dahin unbekannte Gruppierung, die sich „Freie Islamische Revolutionsbewegung“ nannte, als für die Explosionen verantwortlich und identifizierte die Attentäter als „Abu Mazen“ und „Abu Sijaan“. Die Islamic Jihad Organisation schickte ein Bekennerschreiben an das Beiruter AFP-Büro und behauptete, sie habe den Anschlag verübt.
US-Außenminister Antony Blinken beschuldigte 2023 in einer Presseerklärung zum vierzigsten Jahrestag des Anschlags die Hisbollah der Täterschaft.
Im Zivilprozess Peterson v. Islamic Republic of Iran vor dem United States District Court for the District of Columbia sagte der pensionierte amerikanische Admiral James Lyons aus, der Leiter des Office of Naval Intelligence habe kurz nach den Anschlägen darüber informiert, dass man rund einen Monat zuvor eine Nachricht des iranischen Ministeriums für Nachrichtenwesen an den damaligen iranischen Botschafter in Damaskus, Ali-Akbar Mohtaschami, abgefangen habe, in der dieser aufgefordert worden sei, Hussein Musawi zu kontaktieren. Musawi war der Gründer und Anführer der militanten schiitischen Gruppe Islamic Amal. Mohtaschami habe Musawi instruieren sollen, eine „spektakuläre Aktion“ gegen das Kontingent der US Marines im Libanon auszuführen. Des Weiteren wurde die aufgezeichnete Zeugenaussage eines anonymen Informanten in den Prozess eingeführt, der angab, Mitglied der Hisbollah zu sein und selbst an den Vorbereitungen der Anschläge beteiligt gewesen zu sein. Der Zeuge sagte weiter aus, dass es im Rahmen der Vorbereitungen ein Treffen gegeben habe, an dem neben dem Kommandeur der Iranischen Revolutionsgarde im Libanon mehrere (spätere) Führungspersonen der Hisbollah, namentlich Subhi at-Tufaili, Abbas al-Musawi und Hassan Nasrallah teilgenommen hätten. Die Selbstmordattentäter seien ein Staatsangehöriger Irans und ein Schiite aus dem Südlibanon gewesen.

## Weitere Auswirkungen
In der US-amerikanischen Öffentlichkeit war die Stationierung von Truppen in dem unübersichtlichen Bürgerkrieg im Libanon von ihrem Anfang im Sommer 1982 an umstritten gewesen. Befürchtet wurde ein Hineingezogenwerden in den Konflikt nach Vorbild des Vietnamkriegs. Diese öffentliche Stimmung war neben der Lage im Libanon ein Grund für den Abzug der US-Truppen.
Der beschriebene Anschlag und ein früherer Anschlag auf die US-Botschaft in Beirut im April 1983 brachten den Inman Report, eine Neubewertung der Sicherheitslage von US-Einrichtungen auf der ganzen Welt durch das US-Außenministerium, hervor.
In seinem Buch „Der Mossad“ behauptete der ehemalige Führungsoffizier Victor Ostrovsky, der Mossad habe von den Anschlagsplänen gewusst, die US-Nachrichtendienste aber nicht informiert. Als Grund vermute er, dass Israel die US- und französischen Truppen aus dem Libanon haben wollte, um frei operieren zu können.

## Gedenken

### USA
Im Marine Corps Base Camp Lejeune in der Nähe von Jacksonville, North Carolina, wurde 1986 ein Ehrenmal für die beim Anschlag Getöteten eingeweiht, an dem seither jährliche Gedenkveranstaltungen stattfinden. Ebenso erinnert ein Gedenkstein am Fuße einer Libanon-Zeder auf dem Nationalfriedhof Arlington an die Opfer des Anschlags.

### Frankreich
Zum vierzigsten Jahrestag des Anschlags fand am 23. Oktober 2023 zur Ehrung der getöteten französischen Soldaten eine Gedenkfeier im Ehrenhof des Hôtel des Invalides statt, an der Verteidigungsminister Sébastien Lecornu und die Staatssekretärin für Veteranen und Erinnerung, Patricia Mirallès, teilnahmen.